# Церићи
Церићи су насељено место у општини Коњиц, Херцеговачко-неретвански кантон, Федерација Босне и Херцеговине, БиХ.

## Историја
У току последњег рата у насељу Церићи је био логор за Србе.

## Становништво
По последњем службеном попису становништва из 1991. године, насеље Церићи је имало 102 становника. Сви становници су били Срби.